# Lopp
Lopp (oberfränkisch: Lobb oder Di Löbbe) ist ein Gemeindeteil des Marktes Kasendorf im Landkreis Kulmbach (Oberfranken, Bayern). Die Gemarkung Lopp liegt teils auf dem Gemeindegebiet von Kasendorf, teils auf dem Gemeindegebiet von Mainleus. Sie hat eine Fläche von 4,777 km² und ist in 540 Flurstücke aufgeteilt, die eine durchschnittliche Flurstücksfläche von 8845,43 m² haben. In ihr liegen neben dem namensgebenden Ort die Gemeindeteile Bechtelsreuth, Krötennest und Wüstenbuchau.

## Lage
Das Dorf liegt am Lopper Bach und am Röthelbach, der innerorts als rechter Zufluss in den Lopper Bach mündet. Eine Gemeindeverbindungsstraße führt nach Wüstendorf (0,9 km nordwestlich) bzw. zur Kreisstraße KU 4 (1 km östlich). Eine weitere Gemeindeverbindungsstraße führt nach Lindenberg (1 km südlich).

## Geschichte
1288 wurde der Ort als „Luppe“ erstmals urkundlich erwähnt. Dies ist zugleich die erste urkundliche Erwähnung des Ortes. 1348 wurde der Ort „Slop“ genannt. Dem Ortsnamen liegt das altslawische Wort slapu (=Strömung) zugrunde.
Gegen Ende des 18. Jahrhunderts bestand Lopp aus 17 Anwesen. Das Hochgericht östlich des Bachs übte das Giech’sche Herrschaftsgericht Thurnau aus, westlich des Bachs das bambergische Centamt Weismain. Die Dorf- und Gemeindeherrschaft hatte das Herrschaftsgericht Thurnau. Grundherren waren das Herrschaftsgericht Thurnau (1 Hof, 1 Halbhof, 10 Sölden, 1 Haus, 2 Häuslein) und das Rittergut Thurnau (1 Hof, 1 Gütlein).
Von 1797 bis 1810 unterstand der Ort dem Patrimonialgericht Thurnau. 1810 kam Peesten an das Königreich Bayern. Mit dem Gemeindeedikt wurde Lopp dem 1811 gebildeten Steuerdistrikt Buchau zugewiesen. Mit dem Zweiten Gemeindeedikt (1818) entstand die Ruralgemeinde Lopp, zu der Bechtelsreuth, Krötennest und Wüstenbuchau gehörten. Sie war in Verwaltung und Gerichtsbarkeit dem Herrschaftsgericht Thurnau (ab 1852 Landgericht Thurnau) zugewiesen und in der Finanzverwaltung dem Rentamt Kulmbach. In der freiwilligen Gerichtsbarkeit gehörte sämtliche Anwesen bis 1848 zum Patrimonialgericht Thurnau. 1856 wurde Lopp an das Rentamt Thurnau überwiesen (1919 in Finanzamt Thurnau umbenannt). Ab 1862 gehörte Lopp zum Bezirksamt Kulmbach (1939 in Landkreis Kulmbach umbenannt). Die Gerichtsbarkeit blieb beim Landgericht Thurnau (1879 in das Amtsgericht Thurnau umgewandelt), seit 1929 ist das Amtsgericht Kulmbach zuständig. Die Finanzverwaltung wurde 1929 vom Finanzamt Kulmbach übernommen. Die Gemeinde hatte eine Gebietsfläche von 4,779 km².
Die Gemeinde Lopp wurde im Zuge der Gebietsreform in Bayern am 31. Dezember 1971 aufgelöst und auf die Märkte Kasendorf und Mainleus aufgeteilt.

### Baudenkmäler
- Haus Nr. 14 und 16: Wohnstallhäuser

## Religion
Lochau ist seit der Reformation evangelisch-lutherisch geprägt. Die Einwohner westlich des Bachs gehörten zur Pfarrei St. Michael (Buchau), die Einwohner östlich des Bachs zur Pfarrei St. Maria (Peesten). Heute sind alle nach Peesten gepfarrt.